# NHL 1944/45
Die NHL-Saison 1944/45 war die 28. Spielzeit in der National Hockey League. Sechs Teams spielten jeweils 50 Spiele. Den Stanley Cup gewannen die Toronto Maple Leafs nach einem 4:3-Erfolg in der Finalserie gegen die Detroit Red Wings. Maurice Richard dominierte die Saison mit 50 Toren.

## Reguläre Saison

### Abschlusstabelle
Abkürzungen: W = Siege, L = Niederlagen, T = Unentschieden, GF= Erzielte Tore, GA = Gegentore, Pts = Punkte
|                     | W  | L  | T  | GF  | GA  | Pts |
| ------------------- | -- | -- | -- | --- | --- | --- |
| Montréal Canadiens  | 38 | 8  | 4  | 228 | 121 | 80  |
| Detroit Red Wings   | 31 | 14 | 5  | 218 | 161 | 67  |
| Toronto Maple Leafs | 24 | 22 | 4  | 183 | 161 | 52  |
| Boston Bruins       | 16 | 30 | 4  | 179 | 219 | 36  |
| Chicago Blackhawks  | 13 | 30 | 7  | 141 | 194 | 33  |
| New York Rangers    | 11 | 29 | 10 | 154 | 247 | 32  |

### Beste Scorer
Abkürzungen: GP = Spiele, G = Tore, A = Assists, Pts = Punkte
| Spieler          | Team       | GP | G  | A  | Pts |
| ---------------- | ---------- | -- | -- | -- | --- |
| Elmer Lach       | Montreal   | 50 | 26 | 54 | 80  |
| Maurice Richard  | Montreal   | 50 | 50 | 23 | 73  |
| Toe Blake        | Montreal   | 49 | 29 | 38 | 68  |
| Bill Cowley      | Boston     | 49 | 25 | 40 | 65  |
| Theodore Kennedy | Toronto    | 49 | 29 | 25 | 54  |
| Bill Mosienko    | Chicago    | 50 | 28 | 26 | 54  |
| Joe Carveth      | Detroit    | 50 | 26 | 28 | 54  |
| Ab DeMarco       | NY Rangers | 50 | 24 | 30 | 54  |
| Clint Smith      | Chicago    | 50 | 23 | 31 | 54  |
| Syd Howe         | Detroit    | 46 | 17 | 36 | 53  |

## Stanley-Cup-Playoffs
|  | Halbfinale | Halbfinale            | Halbfinale |  |  | Stanley-Cup-Finale | Stanley-Cup-Finale  | Stanley-Cup-Finale |
|  |            |                       |            |  |  |                    |                     |                    |
|  |            |                       |            |  |  |                    |                     |                    |
|  | 1          | Canadiens de Montréal | 2          |  |  |                    |                     |                    |
|  | 3          | Toronto Maple Leafs   | 4          |  |  |                    |                     |                    |
|  |            |                       |            |  |  | 3                  | Toronto Maple Leafs | 4                  |
|  |            |                       |            |  |  | 2                  | Detroit Red Wings   | 3                  |
|  | 2          | Detroit Red Wings     | 4          |  |  |                    |                     |                    |
|  | 4          | Boston Bruins         | 3          |  |  |                    |                     |                    |
|  |            |                       |            |  |  |                    |                     |                    |

## NHL-Auszeichnungen
| Calder Memorial Trophy:    | Frank McCool, Toronto Maple Leafs |
| Hart Memorial Trophy:      | Elmer Lach, Montréal Canadiens    |
| Lady Byng Memorial Trophy: | Bill Mosienko, Chicago Blackhawks |
| Vezina Trophy:             | Bill Durnan, Montréal Canadiens   |